# La Palma de Cervelló
La Palma de Cervelló település Spanyolországban, Barcelona tartományban. Lakosainak száma 3044 fő (2024).

## Földrajza
La Palma de Cervelló Pallejà, Sant Vicenç dels Horts, Cervelló és Corbera de Llobregat községekkel határos.

## Népesség
A település lakosságának változását az alábbi diagram mutatja:
| Lakosok száma | 2679 | 2881 | 2988 | 3057 | 3019 | 3002 | 3000 | 2954 | 3015 | 3044 |
|               | 2001 | 2004 | 2006 | 2009 | 2011 | 2014 | 2016 | 2019 | 2021 | 2024 |